# Hugo Meisl
Hugo Meisl (Malešov, Boêmia, 16 de novembro de 1881 – Viena, 17 de fevereiro de 1937) foi um futebolista, árbitro e treinador de futebol austríaco.

## Biografia

### Primeiros anos
Nascido na Boêmia (atualmente região da República Tcheca), à época anexada ao Império Austro-Húngaro, Hugo Meisl pertencia a uma família de comerciantes judeus.
Após ir estudar em Viena, ainda na década de 1890 passou a jogar futebol como passatempo secundário no Vienna Cricket and Football Club, onde atuaria até 1905, quando passou a ser árbitro de futebol; foi também dirigente esportivo (secretário-geral da Federação Austríaca de Futebol).
Em 1912, tornou-se o técnico da seleção da Áustria, mas teve de interromper sua carreira por um breve período para combater na Primeira Guerra Mundial. Posteriormente, recebeu por isso uma importante condecoração de guerra.

### Seleção austríaca
Meisl foi o responsável pela formação da melhor Seleção Austríaca de Futebol de todos os tempos, que ficou conhecida como Wunderteam (“Time Maravilha”) e contava com grandes jogadores, entre eles o lendário atacante Matthias Sindelar.
Apesar de comandar o selecionado desde 1912, foi a partir do final da década de 1920 que  seu Wunderteam passaria a obter grande sucesso internacional, embora só conquistasse um título: o da Copa Internacional, uma espécie de prévia da Eurocopa, em 1932.
Após uma vitória em Viena sobre a Escócia, em maio de 1931, a seleção austríaca acumulou doze vitórias e um empate, marcando 52 gols; só perderia a invencibilidade diante da Inglaterra, em Londres, quando, mesmo após serem derrotados por 4 a 3, os austríacos deixaram o estádio Stamford Bridge  sob os aplausos da torcida. Na Copa do Mundo de 1934, a equipe de Hugo Meisl foi derrotada nas semifinais pela Itália, após um gol irregular e violência excessiva por parte dos italianos. Nas Olimpíadas de 1936, os austríacos foram novamente derrotados pela Azzurra na final e ficaram com a medalha de prata.

### Morte
Meisl faleceu em Viena, em 1937, aos 55 anos, vítima de um ataque cardíaco. Sua morte precoce, entretanto, impediu-o de ver seu país anexado pela Alemanha Nazista em 1938 e sua seleção ser desmembrada para se fundir com a do país invasor.